# Zdeněk V. Špínar
Zdeněk Vlastimil Špínar (* 4. April 1916 in Čáslav; † 14. August 1995 in Dolní Prysk) war ein tschechischer Paläontologe.

## Leben
Špinar studierte von 1935 bis 1939 Chemie und Biologie an der Karls-Universität in Prag. Ein Diplom erhielt er kriegsbedingt erst 1945. Während des Zweiten Weltkriegs arbeitete er im Straßenbau und in Chemiefabriken. Nach dem Krieg wandte er sich unter Einfluss von seinem Lehrer Josef Augusta der Wirbeltier-Paläontologie zu und veröffentlichte 1952 über Discosauriscidae aus Mähren, frühe Landwirbeltiere (aus der Gruppe der Seymouriamorpha), deren Zugehörigkeit zu den Amphibien er erkannte (damals wurden sie noch überwiegend zu den Reptilien gezählt). Er erhielt 1968 den Doktortitel an der Karls-Universität und wurde dort Professor.
Špinar befasste sich vor allem mit fossilen Amphibien (Fröschen), von denen zahlreiche gut erhaltene Fossilien im Oligozän bis Miozän von Nordböhmen entdeckt wurden. Bekannt ist er – ebenso wie sein Lehrer Augusta – als Autor populärwissenschaftlicher Werke, illustriert vom berühmten Illustrator Zdeněk Burian, die in viele Sprachen, auch ins Englische und Deutsche, übersetzt wurden. Er arbeitete auch mit dem Illustrator Ludomir Dédkiem. Diese Werke und die von Augusta und Burian prägten lange das populärwissenschaftliche Bild von fossilen Lebewesen wie Dinosauriern und Neandertalern vor dem Aufkommen von Computeranimationen.
Špinar veröffentlichte auch über Funde von Fröschen aus dem deutschen Tertiär wie Rott bei Bonn und Willershausen in Niedersachsen.

## Schriften
- Tiere der Urzeit. Entwicklung des Lebens auf der Erde, Weltbild Verlag 1990. Illustrationen von Z. Burian
- Leben in der Urzeit, Illustrationen von Z. Burian, Hanau, Dausien 1976
- Tertiary Frogs from Central Europe, Prag, Den Hague 1972
- Wirbeltierpaläontologie, Academia 1984 (tschechisch)
- Grundlagen der Paläontologie der Wirbellosen, Akad. Wiss., Prag 1960 (tschechisch)
- Systematische Paläontologie der Wirbellosen, Academia 1966 (tschechisch)